# Augusto Solari
Augusto Solari, né le 3 janvier 1992 à Rosario en Argentine, est un footballeur argentin qui évolue au poste d'ailier droit à Rosario Central.

## Biographie

### Débuts professionnels
Né à Rosario en Argentine, Augusto Solari est formé par le club de River Plate.
Avec cette équipe, il remporte la Copa Sudamericana en 2014, en battant le club colombien de l'Atlético Nacional en finale.

### Racing Club
Alors qu'il n'entre plus dans les plans de Marcelo Gallardo, Augusto Solari est transféré au Racing Club en juillet 2017. Il signe un contrat de quatre ans. Il inscrit son premier but pour le Racing le 19 novembre 2017, lors d'une rencontre de championnat face à Boca Juniors. Il donne la victoire aux siens sur une passe décisive de Lautaro Martínez (1-2 score final).

### Celta Vigo
Le 23 janvier 2021, lors du mercato hivernal, Augusto Solari s'engage en faveur du Celta de Vigo pour un contrat courant jusqu'en juin 2023. Il y retrouve son ancien entraîneur au Racing, Eduardo Coudet,. 
Il joue son premier match pour le Celta le 31 janvier 2021 lors d'un match de Liga face au Grenade CF. Il entre en jeu à la place de Nolito ce jour-là et les deux équipes se neutralisent (0-0). Il inscrit son premier but avec le Celta le 30 avril 2021, en chammpionnat, lors de la réception du club de Levante (victoire 2-0). Quelques jours plus tard, il récidive en marquant sur la pelouse de Villarreal, permettant à son équipe de l'emporter 2-4 à l'extérieur.

### Atlas FC
Le 4 août 2023, Augusto Solari rejoint le Mexique afin de s'engager en faveur de l'Atlas FC. Il signe un contrat de deux ans, soit jusqu'en juin 2025.

## Vie privée
Augusto Solari est issu d'une famille de footballeurs. Son grand-père est l'ancien international argentin Jorge Solari. Santiago Solari et ses frères David Solari et Esteban Solari sont les oncles d'Augusto Solari. Son cousin, Federico Redondo, est également footballeur.

## Palmarès
| River Plate - Supercoupe d'Argentine : - Finaliste : 2014. - Copa Sudamericana (1) : - Vainqueur : 2014. |  | Racing Club - Championnat d'Argentine (2) : - Champion : 2013-14 (Tournoi Final) et 2018-19. |